# Zeche Schleswig
Die Zeche Schleswig war ein ehemaliges Steinkohlebergwerk an der Gemarkungsgrenze der Dortmunder Stadtteile Asseln und Brackel. Von 1910 bis 1912 wurde in geringem Umfang auch Eisenstein gefördert.

## Bergwerksgeschichte
Auf der Zeche Schleswig, die vom Hörder Bergwerks- und Hütten-Verein betrieben wurde, wurden ab 1855 zwei Schächte geteuft, einer für die Förderung, einer für die Wasserhaltung. Der Hörder Verein hatte Schleswig am 5. September 1852 gemietet und wenig später ein 36 Zoll mächtiges Flöz erbohrt. Am 15. Februar 1855 wurde die Zeche verliehen, 1859 nahm sie die Förderung auf, gleichzeitig kam es zur Inbetriebnahme der Schmalspur-Pferdebahn zwischen Zeche Schleswig und der Hermannshütte. Die Förderung der Zeche ging fast vollständig an die in Hörde gegründete Hermannshütte.
Zum 15. November 1859 erfolgt der Zusammenschluss der Steinkohlengebiete zum Verbundbergwerk Zeche Vereinigtes Hörder Kohlenwerk. Abgebaut wurden die Flöze Dicke Kirschbaum (Mausegatt), (im Hangenden besonders Eisenerz-Blackband), Eiserner Heinrich und Hühnerhecke (Finefrau). Das Gebirge war von zahlreichen Sätteln und Mulden durchsetzt und sehr gestört. Die Esskohle galt als edel und fett. Bereits ab 1862 musste eine eigene Lokomotive die Pferdebahn ergänzen, denn die Förderung stieg an. Im Jahr 1865 waren bereits 139.000 Tonnen Jahresförderung erreicht. 1872 wurde dann eine eigene Kokerei gebaut, 1873 in Betrieb genommen, aber 1874 wieder kaltgestellt, weil die eigene Kohle keinen brauchbaren Koks lieferte. Zwischen 1880 und 1886 wurde diese Kokerei aber erneut in Betrieb genommen.
Ab 1874 wurde vom Hörder Kohlenwerk in unmittelbarer Nähe ein weiterer Schacht gebaut, die Schachtanlage Holstein. Beide Anlagen wurden 1877 an die Bahnlinie angeschlossen, zunächst als Schmalspurbahn, im Laufe des Jahres dann auf Normalspur. Auf der tiefsten Sohle (Schleswig 540 m, Holstein 510 m) wurden beide Schachtanlagen durch eine 1,8 km lange Richtstrecke verbunden; das Gefälle sorgte für die Ableitung des Grubenwassers. Oberirdisch wurden die beiden Schachtanlagen ab 1885 durch eine Verbindungsbahn verknüpft.
Eine Besonderheit von Schleswig war das von der Zeche betriebene Badehaus und Solebad. In der kleinen Badeanlage wurden die salzhaltigen Grubenwasser für therapeutische Anwendungen genutzt. Das Badehaus ist noch erhalten und wird als Wohnhaus genutzt.
Der Schacht Schleswig wurde am 15. Juli 1925 endgültig stillgelegt und verfüllt. Drei Jahre zuvor wurde in der Nähe der Zeche die bis heute erhaltene Bergbaubeamtensiedlung Am Knie fertiggestellt und bezogen. Die Beamtensiedlung Am Knie wurde 1922 von der Phönix AG für Bergbau und Hüttenbetrieb, zu der der Hörder Verein inzwischen gehörte, nach Entwürfen des Essener Architekten Fritz Schupp errichtet. Für die Kinder der Bergleute wurde in der Bergmannssiedlung Kolonie Neuasseln auch eine Schule angelegt, die heutige Fichtegrundschule.

Schacht Schleswig 1866
Schacht Schleswig um 1900
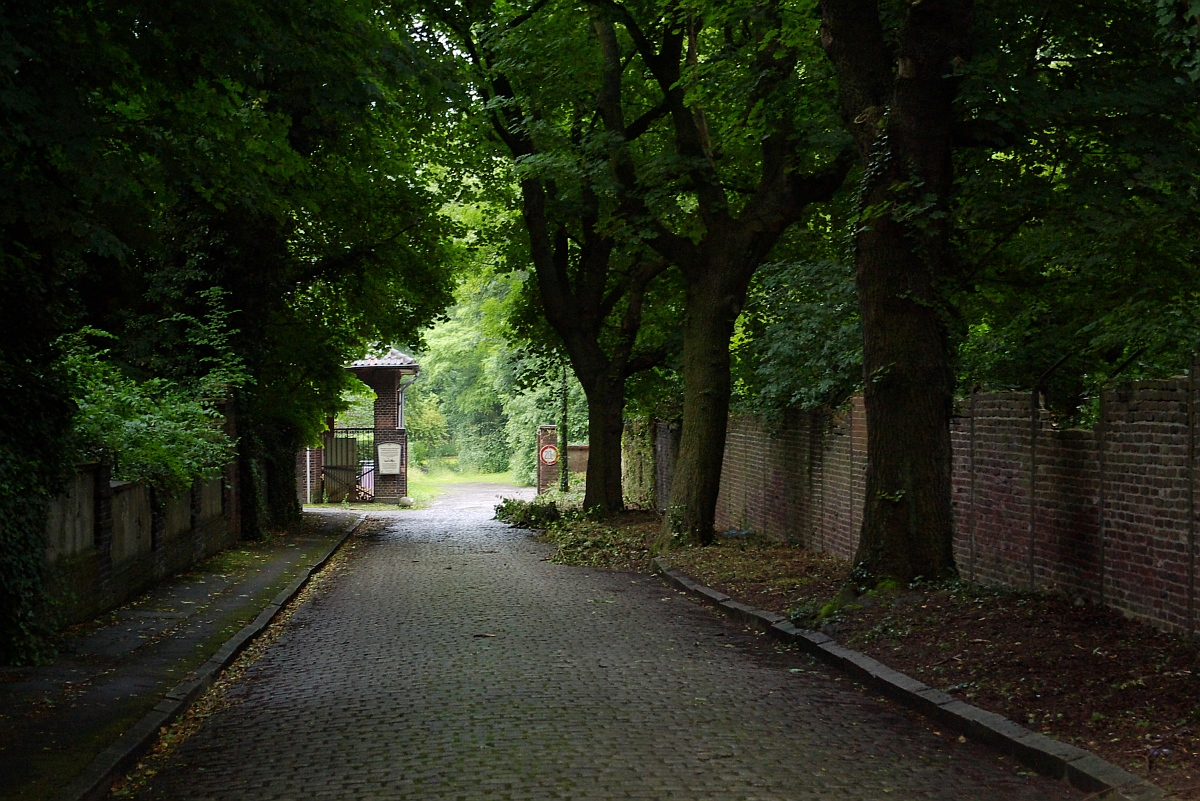
Zufahrt zur ehemaligen Zeche Schleswig heute

## Zwischenfälle und ein Blutbad auf der Zeche Schleswig 1889
Im Bergarbeiterstreik von 1889 hatte am Abend des 9. Mai 1889 fast die gesamte Belegschaft der Zeche Schleswig die Arbeit niedergelegt. Außer Kontrolle geriet die Lage durch unbedachte Aktionen von etwa 20 Personen, die nicht zur Zechenbelegschaft gehörten. Sie versuchten, eine Lore in den Schacht zu stürzen, um die Kohleförderung zu stoppen. Glücklicherweise griffen Bergarbeiter in das Geschehen ein und verhinderten ein Unglück womöglich mit Todesfolge, da bei dieser Förderfahrt keine Kohlen, sondern Personen transportiert wurden. Außerdem gab es einen Anschlag auf das Kesselhaus der Zeche, der nur deshalb glimpflich ausging, weil die zuvor verjagten Kesselwärter zurückkehrt waren und durch ein beherztes Eingreifen eine mögliche Explosion in letzter Minute verhindern konnten. Eine Explosion hätte aller Wahrscheinlichkeit nach zum Ausfall der Wasserpumpen mit der Folge des Absaufens der Zeche geführt. Zudem wurden drei Zechenbeamte, die sich den Streikenden entgegengestellt hatten, durch Messerstiche und Tritte erheblich verletzt, weitere Personen trugen leichtere Verletzungen davon. Gegen 1 Uhr morgens kehrte auf dem Zechengelände wieder Ruhe ein. 
Ferner hatte man die Telegrafenleitung an der nach Hörde führenden Zecheneisenbahn zerstört und die Schienen in der Nähe der Zeche Freie Vogel durch einen schweren Stein blockiert. Obwohl die Zechenbahn mit etwa 50 Soldaten an Bord in das Hindernis hineinfuhr, kam niemand zu Schaden. Die Soldaten waren auf Grund der zuvor beschriebenen Zwischenfälle zur Zeche Schleswig beordert worden, um dort wieder für Ruhe und Ordnung zu sorgen. Der Einsatz von Soldaten gegen streikende Bergleute ging übrigens auf eine ausdrückliche Weisung von Kaiser Wilhelm II. vom 6. Mai 1889 zurück. Als die Soldaten am 10. Mai gegen 3 Uhr morgens am Zechengelände ankamen, war die Lage immer noch ruhig. Sie blieb es auch weiterhin, als Streikposten arbeitswilligen Bergleuten die Einfahrt zur Frühschicht verwehrten. Die Soldaten schritten nicht ein, und die Ausgesperrten hielten sich nahe der Zechenkolonie auf dem Weg nach Sölde auf. 
Als jedoch gegen 6 Uhr Bergleute aus Hörde und Schüren mit der Zechenbahn auf Schleswig ankamen, rief ein junger Bursche „Hurra!“. Daraufhin brach unter den wartenden Bergleuten Unruhe aus. Diese Unruhe machte die Soldaten nervös, und die Menge wurde vom Kommandeur aufgefordert, sich zu entfernen. Als nach dreimaliger Aufforderung dem Befehl, den Platz zu räumen, nicht Folge geleistet wurde, schossen die Soldaten ohne weitere Warnung eine Gewehrsalve in die Menschenmenge. Zurück blieben drei Tote, sechs Schwerverletzte und eine unbekannte Zahl von Leichtverletzten. Bei den Toten handelte es sich um zwei Bergleute und Ehefrau eines Bergmanns. Sie hatte die Aufforderung zur Räumung des Platzes wegen ihrer Schwerhörigkeit wohl nicht mitbekommen. Als sie nach Hause gehen wollte, trafen sie mehrere Kugeln tödlich. Fünf der Schwerverletzten wurden ins Hörder Bethanien-Krankenhaus transportiert; dort erlag ein vier Jahre altes Kind seinen schweren Verletzungen. Ferner waren die Ärzte Beding aus Asseln und Scheffer aus Aplerbeck auf dem Zechengelände stundenlang im Einsatz. Dieses Blutbad war der schlimmste Zwischenfall während des gesamten Bergarbeiterstreiks von 1889. 
Die nächtlichen Zwischenfälle fanden Anfang Juli 1889 ihr gerichtliches Nachspiel. Auf der Anklagebank des Dortmunder Schwurgerichts saßen neun Personen aus Neu-Asseln und Brackel, verhandelt wurde in der Hauptsache wegen Landfriedensbruchs. Fünf Angeklagte bekamen zusammen 22 Jahre Zuchthaus, vier weitere zusammen 8 Jahre und 9 Monate Gefängnis. In den Urteilsgründen betonte das Gericht ausdrücklich, dass diese hohen Freiheitsstrafen auch zur Abschreckung verhängt worden waren. Eine umfassende Beurteilung der damaligen Verhältnisse auf der Zeche Schleswig ist heute auch deshalb möglich, weil in der Gerichtsverhandlung zusätzlich noch Ereignisse, die zwar nicht die Anklagepunkte betrafen, aber zur allgemeinen Verbitterung der Bergleute beigetragen hatten, vorgetragen und aktenkundig gemacht wurden.
Die tödlichen Schüsse, die das Militär am Morgen des 10. Mai 1889 in die Menschenmenge feuerte, wurden weder hier noch später verhandelt, obwohl nach damaligem Recht durchaus Ansatzpunkte für ein schuldhaftes Verhalten gegeben waren.

## Von der Halde Schleswig ausgehende Drahtseilbahnen
Ab dem Jahr 1904 bis in die 1930er-Jahre wurde Bergematerial von der Halde Schleswig nach Kurl und Scharnhorst mittels Seilbahnen transportiert, was auf den dortigen Zechen zum Verfüllen der Schächte gebraucht wurde.
Als erste Strecke wurde die nach Kurl führende Drahtseilbahn im Dezember 1904 in Betrieb genommen. Sie hatte eine Länge von 4610 m und wurde, um teure Winkelstationen zu vermeiden, in einem sanften Bogen mit einem Radius von etwa 20 km angelegt. Die Anfang 1907 in Betrieb genommene Drahtseilbahn, die die Bergehalde Schleswig mit der Zeche Scharnhorst verband, war 3970 m lang.
Beide Drahtseilbahnen waren für einen ununterbrochenen Betrieb eingerichtet. Sie hatten zwei, im Abstand von 2,3 m parallel nebeneinander liegende Tragseile, die in gewissen Abständen über Stützpfeiler liefen. Ein Seil war für die Hinfahrt des beladenen, das andere für die Rückfahrt des leeren Wagens bestimmt. Das Zugseil war in ständiger Bewegung und wurde in den Stationen um Seilscheiben geführt. Der Antrieb erfolgte durch eine Antriebsseilscheibe von 2,5 m Durchmesser, die mittels Zahnradvorgelege und Riementrieb durch einen für den Seilbahnbetrieb eigens entwickelten 100-PS-Motor in Umdrehung gesetzt wurde. In der Landschaft weist nichts mehr auf die Drahtseilbahnen hin.

## Gasexplosion beim Abtragen der Halde Schleswig 1924
Erfreulicherweise blieb die Zeche Schleswig von schweren Massenunglücken verschont. Das folgenschwerste Unglück ereignete sich am 16. September 1924 – allerdings über Tage beim Abtragen der Bergehalde. Dieser Unglücksfall stand nach Angaben des Grubensicherheitsamts im Preußischen Ministerium für Handel und Gewerbe „nach Umfang und Folgen bisher einzig“ da.
Bei Abräumarbeiten am südlichen Haldenrücken rutschten ohne besonderes Vorzeichen rund 300 Kubikmeter Haldenmassen unter dumpfem Getöse in die Schlucht zwischen dem südlichen und dem nördlichen Haldenrücken. Der Abrutsch setzte große Gasmassen frei, die sich in Klüften und Hohlräumen der brennenden Halde durch Schwelung angesammelt hatten und unter dem plötzlichen Hinzutritt von Sauerstoff an kleinen glühenden Kohlenteilchen entzündeten. Verstärkt wurde die Wirkung der Explosion durch die Entspannung von hochgespanntem Wasserdampf.
Von den 40 auf der Halde tätigen Arbeitern konnten sich 29 unverletzt in Sicherheit bringen, elf kamen zu Tode. Acht von ihnen hatten sich zunächst in einen Tunnel retten können, der den nördlichen Haldenrücken unterquerte. Durch diesen Tunnel wurden mit Bergematerial beladene Förderwagen zur Beladestation der beiden Drahtseilbahnen gebracht.
Doch dann ereignete sich in dem engen Tunnel noch eine zweite Explosion, die so gewaltig war, dass die mit einem Hemmklotz festgerammten beladenen Förderwagen und alle acht Arbeiter aus dem Tunnel herausgeschleudert wurden. Ihre unverletzt gebliebenen Arbeitskollegen fanden sie mit glimmender Arbeitskleidung, Knochenbrüchen und Schädelverletzungen, aber noch lebend vor. Trotz schneller Hilfe von herbeigeeilten Dorfärzten hatte keiner von ihnen eine reale Chance zu überleben.